# Denny Perrier
Denis Robert Stanislas Perrier, mais conhecido como Denny Perrier (Paris,  1º de novembro de 1950) foi um ator apresentador, modelo e nadador franco-brasileiro.
Filho de François Perrier e da cineasta Claude Maud Perrier, veio para o Brasil, com um mês de idade. Era formado em Direito, em Ciências Políticas e em Arte Dramática. Ex-nadador, morou na França entre os anos 1967 e 1977. De volta ao Brasil, começou a carreira como modelo e como ator de fotonovelas.
Na televisão atuou no seriado Sítio do Picapau Amarelo; no programa 
“Os Trapalhões“; nas novelas “Dancin' Days“ , “Memórias de Amor“, “Os Gigantes“ , “A Marquesa de Santos“, 
“Roque Santeiro“ e Roda de Fogo, além de episódios dos programas “Carga Pesada“ e 
“Caso Verdade“ da TV Globo.
No cinema atuou nos filmes “Fim de Festa“ , “Os Três Mosqueteiros Trapalhões“, “A Deusa Negra“, “Escalada da Violência“ e “Estranho Jogo do Sexo“.
No teatro integrou o elenco das peças No Sex... Please e Aracelli.
Denny morreu aos 42 anos de idade, vítima de um 
melanoma. Algumas fontes dizem que o ator faleceu vítima da AIDS, hipótese descartada pelos familiares e amigos do ator.